# Kyozi Kawasaki
Kyozi Kawasaki (川崎 恭治, Kawasaki Kyōji) (4 de agosto de 1930) é um físico japonês.